# Lättöl
Lättöl är i Finland, Norge och Sverige namnet på olika sorters alkoholsvaga öl.
Att brygga öl kring 1–2 procent är globalt sett relativt ovanligt, likaså att det är socialt accepterat att dricka det i alla situationer. I andra delar av världen dricks i stället alkoholfritt öl. Definitionen av alkoholfri varierar – i USA får ölen innehålla max 0,5 procent alkohol, i Norge 0,7 procent.
Lättöl lanserades i samband med att svenska staten år 1919 delade in öl i tre olika skatteklasser.

## Sverige
Lättöl, eller öl klass I, är en svensk definition av öl som innebär att den innehåller maximalt 2,25 volymprocent alkohol (med tidigare måttsystem 1,8 viktprocent). Inköp av lättöl är i lagens mening inte belagt med någon åldersgräns eller alkoholskatt, eftersom lättöl enligt lag räknas som en lättdryck. Dock belägger vissa butiker inköp av lättöl med åldersgränser ändå. Trots att lättöl räknas som en lättdryck är det möjligt att uppnå en påtaglig berusningseffekt av det vid konsumtion av större mängder under kort tid, och att dricka lättöl istället för starkare öl bör inte ses som en fullständig säkerhet mot rattonykterhet. 
Det var i Sverige före den 15 maj 2003 tillåtet att göra exempelvis tv-reklam för lättöl, men inte för starköl. Ifall ett och samma varumärke fanns både som lättöl och som starköl måste det i så fall tydligt framgå att det var klass I som avsågs. Detta ledde till att vissa bryggerier (framför allt utländska) gjorde reklam för lättöls- eller alkoholfria varianter av sina öl som i praktiken inte gick att köpa.

## Norge
Lagerøl eller Landsøl var norska namn på alkoholsvagt öl som marknadsfördes 1913-1972. Lageröl och landsöl var de enda ölsorter som producerades under kriget 1940-1945. Lageröl tog över som ensambenämning från 1950-talet. En ny alkoholsvag öl lanserades 1972, Briggøl infördes då som lagerölets arvtagare, tillverkat efter gemensamt recept av norska bryggareföreningens alla bryggerier. Från 1985 är detta öl ersatt med olika alkoholsvaga svaga öl med Lett eller Light i namnet och varierande smaker.

## Finland
Lättöl definieras i Finland som öl med en alkoholhalt som understiger 2,8 volymprocent.